# NGC 3943
NGC 3943 је спирална галаксија у сазвежђу Лав која се налази на NGC листи објеката дубоког неба.
Деклинација објекта је + 20° 28' 45" а ректасцензија 11h 52m 56,6s. Привидна величина (магнитуда) објекта NGC 3943 износи 13,7 а фотографска магнитуда 14,5. NGC 3943 је још познат и под ознакама MCG 4-28-84, CGCG 127-90, PGC 37237.